# Kostel svatého Vendelína (Perštejn)
Kostel svatého Vendelína v Perštejně na Chomutovsku pochází z konce 18. století. Kostel, který v sobě kombinuje prvky pozdního baroka a klasicismu, je chráněn jako kulturní památka. Od roku 1998, kdy jí byl prohlášen, prošel rozsáhlou a náročnou rekonstrukcí.

## Historie
Kaple zasvěcená svatému Josefu vznikla v Perštejně už roku 1724. Dal ji vystavět majitel panské papírny Josef Hergl a mše v ní sloužil kněz z Klášterce nad Ohří. V závěru 18. století kaple již nestačila zvyšujícímu se počtu věřících, a tak byl v Perštejně roku 1788 postaven prozatímní dřevěný kostelík u cesty do Údolíčka. Nebyl však zdařilým dílem a hrozilo i jeho zřícení. Roku 1797 byl tedy vysvěcen nový kostel, zasvěcený svatému Vendelínovi. Autory jeho vnitřní výmalby jsou tvůrci z rodiny Grueberů a malíř F. Gaube z Klášterce.
Po druhé světové válce kostel chátral, v polovině šedesátých let 20. století již byla střecha v havarijním stavu. Část stropu se pak zřítila do chrámového prostoru. Oprava krovu a střešní krytiny byla provedena až v roce 1972 a byl při ní využit krov z kostela svatého Martina v Rusové. Ten byl zbořen společně s vesnicí, která se ocitla v ochranném pásmu vodní nádrže Přísečnice. Perštejnský kostel byl po opravě používán jako skladiště.

### Rekonstrukce
V roce 1996 byla založena obecně prospěšná společnost usilující o rekonstrukci perštejnského kostela. O dva roky později získala jeho střecha novou krytinu, později byla opravena věž a fasáda. Závažný problém představovalo silné poškození stropní konstrukce hnilobou a dřevokazným hmyzem. Její oprava si vyžádala transfer stropních maleb v unikátním rozsahu – rozkládají se totiž na ploše 326 metrů čtverečních. Jejich fragmenty byly přeneseny na sádrokarton a po opravě stropu vráceny na své původní místo. Následovaly restaurátorské práce, oprava průčelí, obnova kazatelny a hlavního oltáře. Finance na rekonstrukci poskytly Severočeské doly Chomutov, Česko-německý fond budoucnosti, obec Perštejn a Ústecký kraj.
Pravidelné bohoslužby se v kostele nekonají. Je využíván k výstavám, které zobrazují minulost Krušných hor a připomínají jejich zaniklá města a obce.